# Spiroctenus cambierae
Spiroctenus cambierae är en spindelart som först beskrevs av William Frederick Purcell 1902.  Spiroctenus cambierae ingår i släktet Spiroctenus och familjen Nemesiidae. Inga underarter finns listade i Catalogue of Life.